# 極性寺 (富山市)
極性寺（ごくしょうじ）は、富山県富山市にある真宗大谷派の寺院。山号は舘定山。本尊は阿弥陀如来。開基は、親鸞の直弟子「越中三坊主」の一人である極性房（教順房）。

## 歴史
極性寺は、もと新川郡下条郷水橋舘（みずはしたち、現・富山市水橋舘町）に所在した真言宗寺院であったが、1207年（建永2年）に念仏停止弾圧を受けた親鸞が越後国府に流される道中、この極性寺に逗留し住職を教化、法名「教順房」及び、名号として九字「南無不可思議光如来（なむふかしぎこうにょらい）」と十字「帰命尽十方無碍光如来（きみょうじんじっぽうむげこうにょらい）」を与えた。その極性房（教順房）により同地において浄土真宗の寺院として同年開山した。
教順房は他の持専房、願海房とともに直弟子として親鸞に同道して越後国府に行き、翌年に親鸞の命により、越中三坊主は他力念仏の教化を目的として越中国へ戻り、教線を拡大した。
極性寺はその後、所在が新川郡や婦負郡を転々とし、現在の土地に移ったのは近世、富山藩の時代に入ってからである。